# Henri Druart
Pour les articles homonymes, voir Druart.
 (décembre 2012).
Henri Druart (14 novembre 1919 à Carvin - 27 septembre 2011 à Pontoise) est un clarinettiste français.

## Biographie
Henri Druart obtint un premier Prix au conservatoire de Lille (1934), puis au Conservatoire national supérieur de Paris (1938) où il rentra avec dérogation vu son très jeune âge. Il a obtenu également le premier Prix d’exécution musicale au Concours international de Genève en 1947.
Durant sa carrière de musicien, il occupa les postes de clarinette solo à la Société des Concerts du Conservatoire, de la Musique et du grand orchestre de la Garde républicaine  de 1947 à 1964, du théâtre de l’Opéra-Comique et enfin à l’Orchestre de Paris dès sa fondation en 1967.
Sa carrière pédagogique fut également riche. En 1964, il fut le créateur et le directeur du conservatoire municipal de Rueil-Malmaison, puis assura jusqu’à sa retraite l’enseignement de la clarinette au sein de ce même établissement.
Sa passion pédagogique le poussa à donner beaucoup à ses élèves. Attaché à sa commune d'adoption Rueil Malmaison, où se trouvait la Musique principale des Troupes de Marine, il lui arrivait de prendre en cours particulier, gratuitement quelque élève "récalcitrant" le dimanche matin , à son domicile . Si cet élève se montrait cossard, il se retrouvait légitimement reconduit "manu militari", comme à cette époque , les jeunes militaires sortaient en tenue, la capote volait bas.
Il sera également professeur et conseiller pédagogique du conservatoire du 10e arrondissement de Paris, dont il fut à l’origine de la création.
Henri Druart compte parmi ses anciens élèves de nombreux premiers Prix du Conservatoire national supérieur de Paris, lesquels sont devenus solistes dans les formations suivantes : Orchestre de Paris, Opéra de Paris, Orchestre symphonique de la Garde républicaine, Orchestre Philharmonique du Rhin, Orchestre Philharmonique des Pays-de-la-Loire, Musique des Gardiens de la Paix, Musique de la Police nationale, Musique de l’Air.
Par ailleurs, il a enregistré de nombreux disques (Amphion, Decca, Calliope).
Henri Druart était chevalier de la Légion d’honneur, officier des Palmes académiques et médaille d’argent de la ville de Paris.

## Œuvres
- Évolutions - 10 Études pour la clarinette contemporaine (éditions Alphonse Leduc) Modèle:Ismn